# Římskokatolická církev v Bělorusku

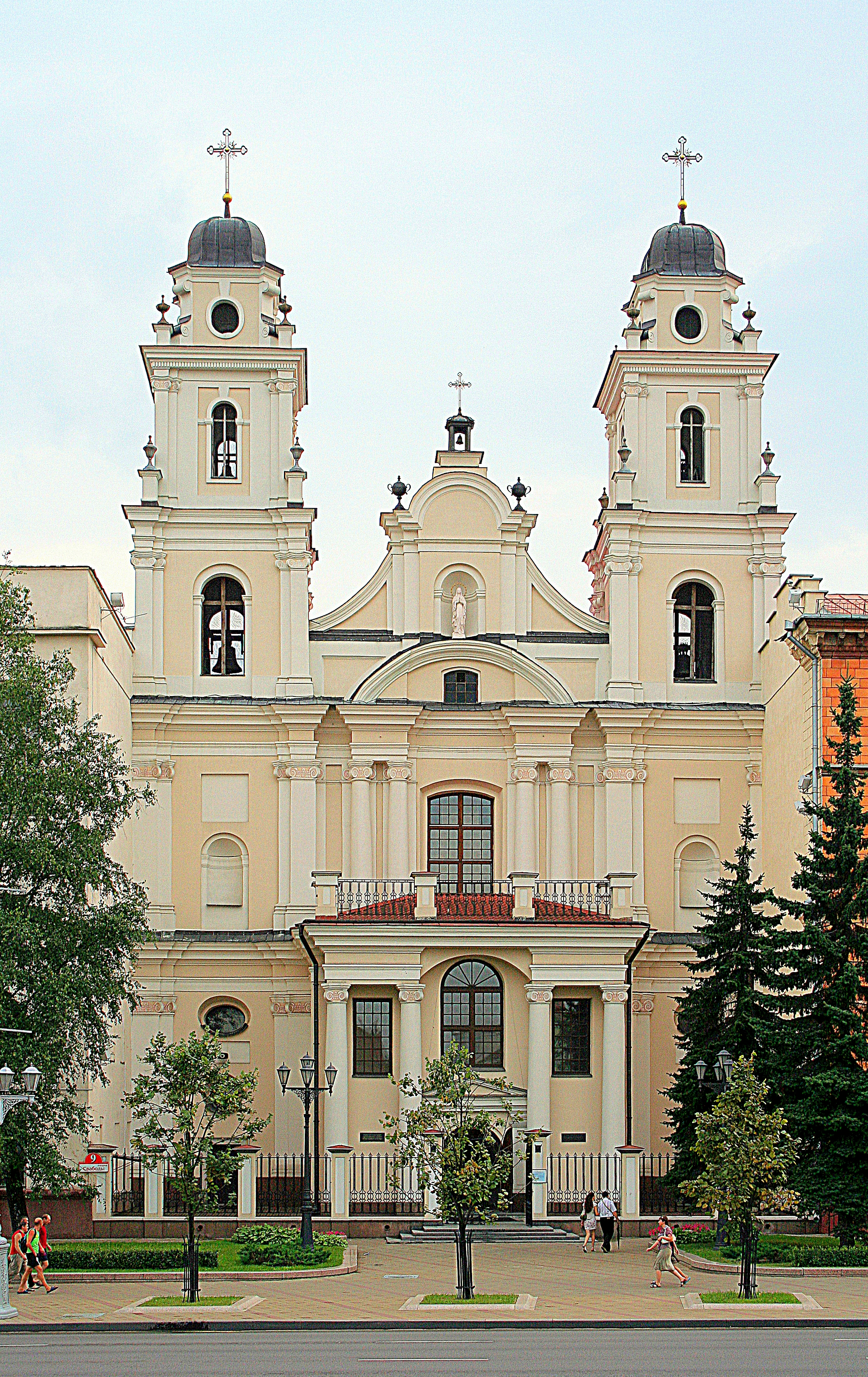
Katedrála Panny Marie v Minsku

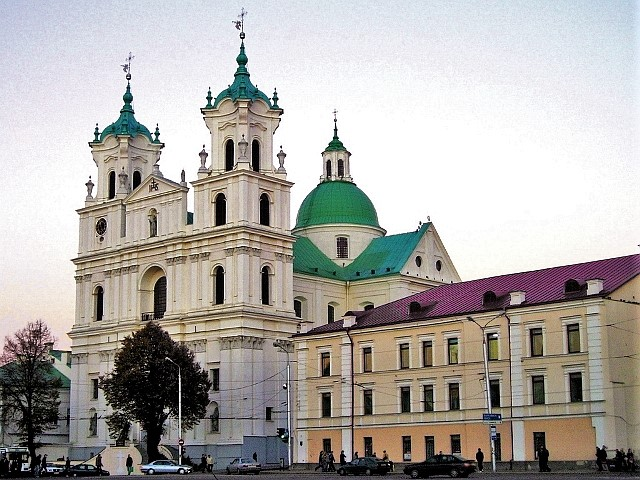
Katedrála sv. Františka Xaverského v Grodně

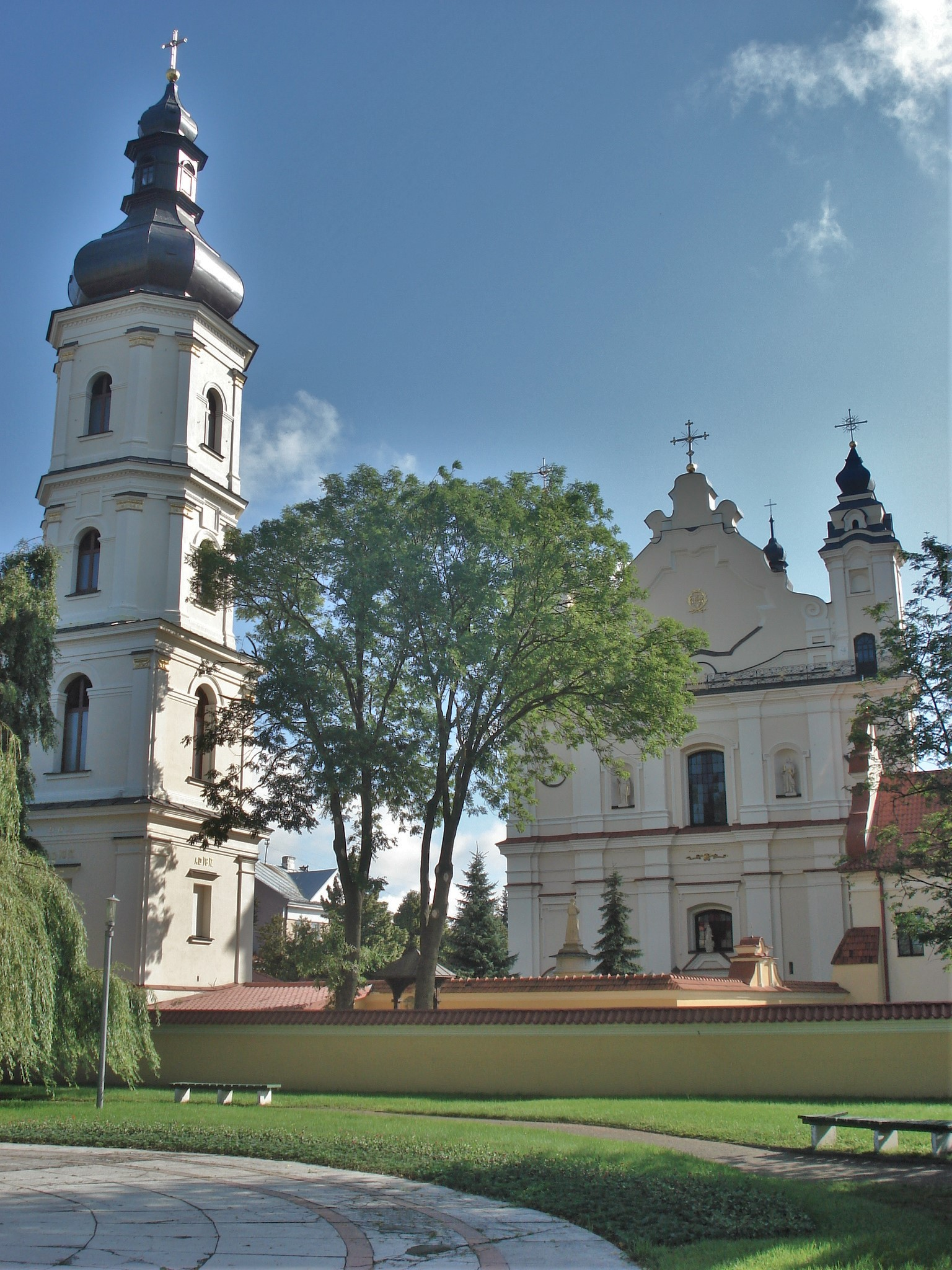
Katedrála Panny Marie v Pinsku

Římskokatolická církev je druhá největší náboženskou organizací v Bělorusku (po pravoslaví). Podíl římských katolíků na celkové běloruské populaci se obvykle udává v rozmezí 8-20 %, soustředěni jsou převážně v západní části země a v řadách polské menšiny. Mimo to se asi 1 % obyvatel hlásí k uniatům, tedy k autokefální běloruské řeckokatolické církvi, která ovšem nemá žádnou diecézní strukturu.
Katolická církev je zákony uznávána jako druhé tradiční náboženství Běloruska a ve srovnání s krutým pronásledováním za Sovětského svazu zažívá poměrně svobodné období, ovšem její vztahy s vládou diktátora Lukašenka jsou napjaté a církev, její představitelé i aktivní věřící čelí řadě perzekucí. Bělorusko kritizuje vysoký podíl zahraničních kněží (zejména z Polska) a různými způsoby jim komplikuje život - zejména při vstupu do země a povinném každoročním prodlužování víz. Faktem však je, že ostatní církve (s výjimkou protežované pravoslavné) čelí mnohonásobně vyššímu tlaku. [zdroj?] 15. ledna 2009 Evropský parlament přijal usnesení, které vyjadřuje znepokojení nad skutečností, kdy kvůli „rostoucímu počtu" protestantských a římskokatolických duchovních v Bělorusku, bylo dotyčným církevním hodnostářům odebráno „právo vykonávat kazatelskou a učitelskou službu".

## Struktura
Minsko-mohylevská církevní provincie (resp. minsko-mogilevská)
- arcidiecéze minsko-mohylevská (resp. minsko-mogilevská)
- diecéze hrodenská
- diecéze pinská
- diecéze vitebská

## Biskupská konference
Konference katolických biskupů Běloruska byla zřízena v roce 1999. Jejími předsedy byli:
- kardinál Kazimierz Świątek (1999 - 2006)
- biskup Aleksander Kaszkiewicz (2006 - 2015)
- arcibiskup Tadeusz Kondrusiewicz, od 3. června 2015.